# Julius Nättinen
Julius Nättinen (ur. 14 stycznia 1997 w Jyväskylä) – fiński hokeista, reprezentant Finlandii.
Jego bracia Jussi (ur. 1987) i Joonas (ur. 1991) oraz kuzyn Topi (ur. 1994) także zostali hokeistami.

## Kariera
- JYP U16 (2010–2012)
- JYP U18 (2011–2013)
- JYP U20 (2012–2014)
- JYP-Akatemia (2013-2015)
- JYP (2014–2015)
- Barrie Colts (2015-2016)
- Windsor Spitfires (2016-2017)
- San Diego Gulls (2017-2018)
- JYP (2018–2020)
- HC Ambrì-Piotta (2020–2021)
- Växjö Lakers (2021–)

Wychowanek klubu JYP w rodzinnym mieście. Rozwijał karierę w jego drużynach juniorskich klubu oraz rozegrał 10 meczów w zespole seniorskim. Jeszcze w KHL Junior Draft 2014 został wybrany do rosyjskich rozgrywek przez fiński klub Jokerit. Rok później najpierw w NHL Entry Draft 2015 został wybrany przez amerykański klub Anaheim Ducks, a wkrótce potem w CHL Import Draft 2015 przez kanadyjski Barrie Colts. W połowie lipca 2015 podpisał kontrakt wstępujący z Anaheim Ducks, a w sierpniu tego roku z Barrie Colts. Wówczas wyjechał do Ameryki Północnej i w barwach tego ostatniego zespołu podjął grę w kanadyjskich rozgrywkach OHL w ramach CHL. Po roku przeszedł do innej ekipy z tej ligi, Windsor Spitfires. W sezonie 2017/2018 występował w amerykańskiej San Diego Gulls w lidze AHL, będącej zespołem farmerskim dla Anaheim. We wrześniu 2018 został wystawiony przez Ducks na listę waivers i odszedł z klubu. Następnie powrócił do JYP. W barwach macierzystej drużyny rozegrał dwa kolejne sezony w rozgrywkach Liiga, a w drugim został najlepszym strzelcem sezonu zasadniczego. W połowie 2020 został zakontraktowany przez szwajcarski klub HC Ambrì-Piotta w rozgrywkach NLA. W maju 2021 został zaangażowany przez szwedzki klub Växjö Lakers z rozgrywek SHL.
Uczestniczył w turniejach mistrzostw świata juniorów do lat 17 edycji 2013, mistrzostw świata juniorów do lat 18 edycji 2016, mistrzostw świata juniorów do lat 20 edycji 2016, 2018.

## Sukcesy
Reprezentacyjne
- Srebrny medal mistrzostw świata juniorów do lat 18: 2015
- Złoty medal mistrzostw świata juniorów do lat 20: 2016

Klubowe
- Emms Trophy: 2016 z Barrie Colts
- Memorial Cup – mistrzostwo CHL: 2017

Indywidualne
- Liiga (2019/2020)[11]:
  - Najlepszy zawodnik miesiąca - listopad 2019
  - Pierwsze miejsce w klasyfikacji strzelców w sezonie zasadniczym: 33 gole (Trofeum Aarnego Honkavaary)[12]
    - Pierwsze miejsce w klasyfikacji strzelców zwycięskich goli meczowych w sezonie zasadniczym: 9 goli

  - Trzecie miejsce w klasyfikacji kanadyjskiej w sezonie zasadniczym: 55 punktów
  - Skład gwiazd sezonu[13]